# ルノー・ゾエ
ゾエ( ZOE ) は、フランスの自動車製造会社、ルノーが生産するスーパーミニクラスの5ドアハッチバックタイプの電気自動車である。ゾエのリチウムイオンバッテリーパックは22 kWhの容量を持ち、ヨーロッパ域内での燃費基準であるNEDC（新欧州ドライビングサイクル）基準で210 km走行できるとしている。2016年秋にマイナーチェンジしたゾエは、NEDC基準で400 km走行できるとしている
ルノーは以前にいくつかの異なるコンセプトカーでゾエの名前を使用している。最初は2005年に街乗り用のシティー・カー・コンセプトとして、次にルノーZ.E.の名前で2009年と2010年の2つの異なるバージョンの電気自動車のコンセプトカーとして公開されている。
2012年ジュネーヴ・モーターショーではライン生産直前のゾエが公開された。
同年12月にフランス国内で顧客への納車が始まり、2010年以降のフランス市場で販売された電気自動車ではトップとなる5,511台の累計販売台数を2013年12月までに記録した。2013年の欧州市場の販売は8,792台であり、フランス市場での販売がその内の62.7 ％を占める。世界市場では2014年1月時点で1万台の大台に乗せているが、その大部分は欧州市場での販売によるものである。

## コンセプトカー

### ゾエ・シティー・カー・コンセプト（2005年）
ルノー・ゾエ・シティー・カー・コンセプト（またはZ17）は、2005年ジュネーヴ・モーターショーで、都市での使用に焦点を当てた3.45メートルの長い幌を持った3人乗りのオープンカーとして公開された。この2005年モデルは、4年後の2009年に公開された電気自動車のモデルとは何の繋がりもない。

### ゾエ・コンセプト（2009年）
ゾエ・コンセプトは、2009年フランクフルトモーターショーで、ルノー・クリオ（日本名：ルノー・ルーテシア）と同クラスの電気自動車として、ルノーの未来像を見せる形で一般公開された。（フロントに搭載されている）モーターと（シートの下に搭載された）リチウムイオン電池は96 PS（馬力）（71 kW（キロワット）・95 bhp（英馬力））を出力する。約160 km（100マイル）に及ぶ航続距離と時速140 km（時速約90マイル）に達するスピードを持つと推定され、従来の電圧230 V（ボルト）のコンセントで充電でき、充電ステーションなどにある高電圧の急速充電の「クイックチャージ」では20分でおよそ80 ％充電できるという。3つ目の革新的な電力の確保方法として、ルノーはバッテリーを充電済みのパックに取り換えるという「クイックドロップ」と呼ぶ方法を提案しており、約3分でバッテリー交換が可能だとしている。
外観はエアコン機能などの電力に利用できるソーラーパネルが付いたサンルーフがある涙滴型のデザインとガルウィングドアから成る。ロレアルが開発した新しい車内環境コントロールシステムは、車内にエッセンシャルオイルを吹き付けて車外の有害な臭いをカットしたり、肌を再水和して乾燥を防ぐことができる。

### ゾエ・プレビュー（2010年）
ゾエ・プレビューは、ゾエ・コンセプトを大幅に手直しした形で2010年パリモーターショーで一般公開された。開発最終版として決定するデザインに極めて近い（ショールームでの展示モデルに対して90 ％の出来）と言われる。2009年のゾエ・コンセプトにあったガルウィングドアのような多くのデザインの造形を捨て去った。
技術面での仕様は、2009年モデルからモーターの出力が80 PS（59 kW・79 bhp）に下げられ、最高速度も時速135 km（時速約84マイル）に落とされているが航続距離は160 kmのまま維持されている。市販されるゾエZEの価格は15,000ユーロであることが示唆された。
ゾエに供給するバッテリー製造用としてパリ近くに建設中のバッテリー工場は技術的制約により建設が遅れていた。建設は2012年の第2四半期より始まり、バッテリー生産は2014年か2015年まで遅れることが予想された。それまでの代替手段として、ルノーはバッテリーを日産とNECとの合弁事業による日産の子会社であるオートモーティブエナジーサプライ（AESC）や韓国のLG化学(LG Chem)より購入しなければならないとされてきたが、ルノーはゾエの市販車のバッテリーをLG Chemに一本化して購入することになった。なお、小型商用車「ルノー・カングー Z.E.」とセダン「ルノー・フルエンスZ.E.」向けはAESC製だが、2人乗りの超小型車「ルノー・トゥイージー(Twizy)」向けはLG Chem製となっている。
- ルノー・ゾエ・シティー・カー・コンセプト（2005年）
- ルノー・ゾエ・Z.E. ・コンセプト（2009年）
- ルノー・ゾエ・プレビュー（2010年）
- ブラジルの都市クリチバで撮影されたルノー・ゾエ（2014年）

## 市販車
ルノー・ゾエの市販車モデルは、2012年ジュネーヴ・モーターショーで発表された。2010年のコンセプトモデルによく似たデザインは、同社のクリオ（日本名：ルーテシア）よりやや長い4,080 mmの5ドアのスーパーミニとしてJean Sémériva（Semeris）がデザインした。2012年12月、限定された数量でフランス国内の顧客へ向けて納車が始まった。ルノーは2013年第1四半期に工場の稼働率を上げられるように計画している。最初にゾエが納車されたのはアルノー・モントブールフランス産業再生大臣であったフランスでは、ゾエの価格は、6,300ユーロ（8,300ドル、約882,000円）の奨励金が適用される前の初期価格の状態で20,700ユーロ（27,250ドル）となり、それに月々のバッテリー料金が加わる価格となる。年間走行距離が12,500 km（7,800マイル）であれば、購入して最初の36ヶ月間のバッテリーのリース料金は、包括的な故障対応を含んで月額79ユーロ（104ドル）となる。
ゾエは22 kWhのリチウムイオンバッテリーパックを持ち、[88 PS（65 kW・87 bhp）を出力するモーターで駆動する。最大トルクは220 N·m（22 kgm、162 lb-ft）で、最高速度は時速135 km (時速約84マイル)、航続距離はNEDC（新欧州ドライビングサイクル）基準で210 km（130マイル）に達する。ルノーは、ゾエは郊外の使用で、寒冷地では約100 km（62マイル）、温暖な環境では150 km（93マイル）走行することができると推定している。ゾエは「Caméléon Charger（カメレオンチャージャー）」と呼ばれる単相から三相交流まで対応できる充電装置を内蔵し、30分でおよそ80 %の充電ができるなど、30分 - 9時間でどのような電力のレベルでも対応できるようにしている。
2016年9月に開催されたパリモーターショーで、大幅改良を施されたゾエが発表された。「ZE 40」と呼ばれる大容量バッテリー（二次電池）を搭載し、NEDC基準では1回の充電で最大400 kmの航続距離に達するとした。10月に発売されたマイナーチェンジ後のゾエの実際の航続距離は、300 km程度に留まるようであるが、いずれにしろNEDC基準で210 kmとしている2012年発売の初期モデルの航続距離より改善されている。
2016年のマイナーチェンジを受けて航続距離が延びたモデルについて、政府からの補助金を適用する前のバッテリーの購入金額を含まないフランス国内の販売価格は23,600ユーロとなる。そのモデルに搭載されるバッテリーのリース料金は、走行距離が7,500 km(4,700マイル)までの条件を付けた場合は月額69ユーロとなり、走行距離を無制限にした場合は月額119ユーロとなる。
2019年に2回目のマイナーチェンジが実施された。バッテリーの容量が52 kWhに拡張され、航続距離はWLTPモードで最大390 kmに達する。内外装のデザインが変更され、ダッシュボードの中央にはApple CarPlay・Android Autoに対応した9.3インチのタッチパネルを搭載した。メーターには10インチのTFTインストルメントクラスターと呼ばれるモニターが採用された。

### 安全性
ゾエはヨーロッパの安全性テスト「ユーロNCAP」で五つ星の評価を獲得している。そのスコアは下記の表の通り、
| ユーロNCAP安全性テスト結果 | ユーロNCAP安全性テスト結果 | ユーロNCAP安全性テスト結果 |
| -------------------------- | -------------------------- | -------------------------- |
| ルノー・ゾエ（2013年）     |                            |                            |
| テスト項目                 | ポイント                   | %                          |
| 総合評価                   | 5/5stars                   | 5/5stars                   |
| 乗員（大人）               | 32                         | 89 %                       |
| 乗員（子供）               | 39                         | 80 %                       |
| 歩行者                     | 24                         | 66 %                       |
| 安全性補助装置             | 8                          | 85 %                       |

2021年モデルはヨーロッパの安全性テスト「ユーロNCAP」で0つ星の評価となった。そのスコアは下記の表の通り、
| ユーロNCAP安全性テスト結果 | ユーロNCAP安全性テスト結果 | ユーロNCAP安全性テスト結果 |
| -------------------------- | -------------------------- | -------------------------- |
| ルノー・ゾエ（2021年）     |                            |                            |
| テスト項目                 | ポイント                   | %                          |
| 総合評価                   | 0/5stars                   | 0/5stars                   |
| 乗員（大人）               |                            | 43 %                       |
| 乗員（子供）               |                            | 52 %                       |
| 歩行者                     |                            | 41 %                       |
| 安全性補助装置             |                            | 14 %                       |

### 販売

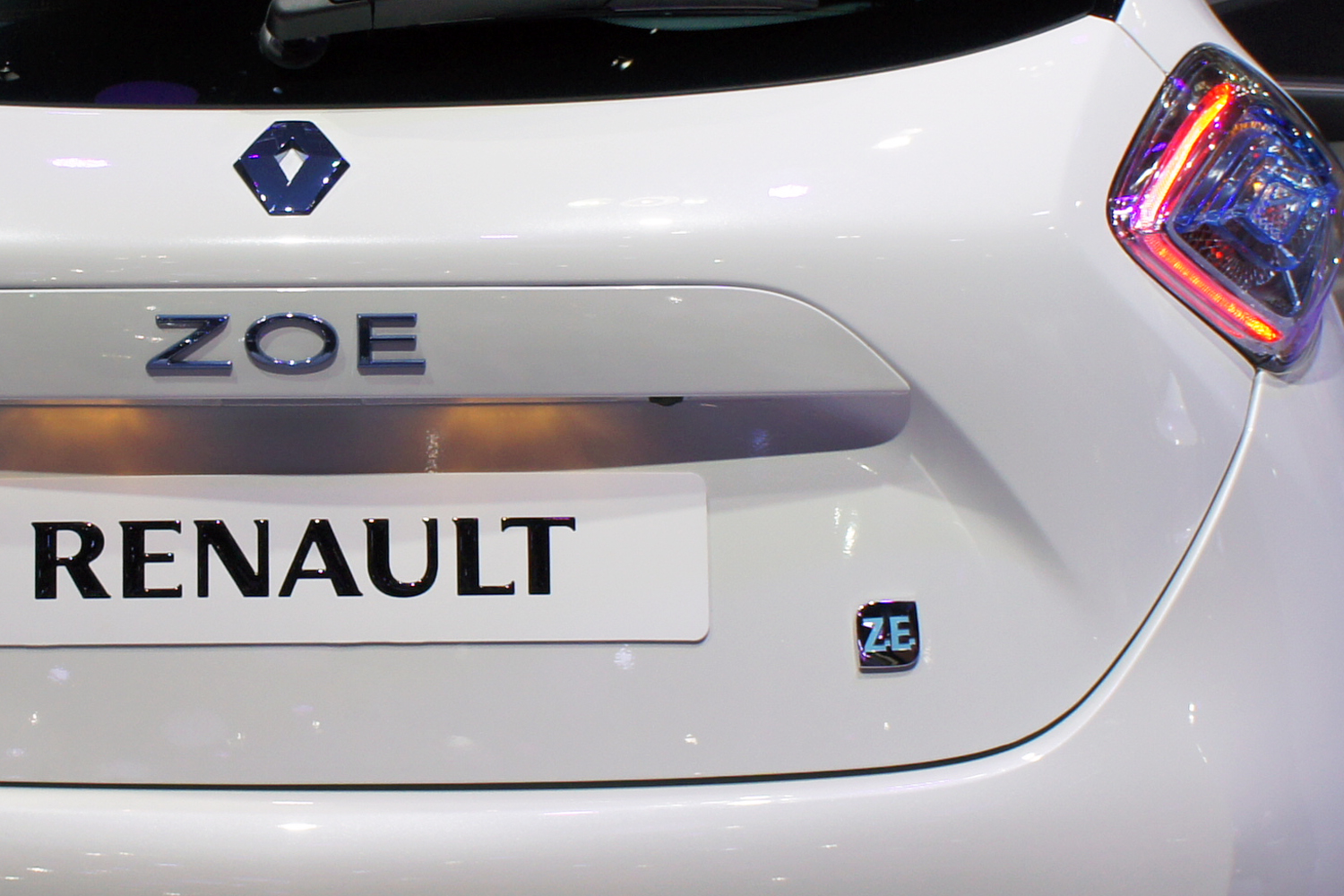
ゼロ・エミッションを表すZEのロゴ

顧客への納車は2012年12月にフランスで始まり、2013年第1四半期の期間中に工場の稼働率を上げた。2012年12月にフランス国内で48台のゾエが登録され、2013年12月までに、累計5,559台の売上を達成した。2013年1月にフランス国内で販売される電気自動車の中でトップとなる台数を記録すると、その年の12月まで月間トップの座を保ち、2013年にフランスで販売された電気自動車全車の62.8 %を占めるに至った。加えて、ゾエは電気自動車のカテゴリーの範疇に入ると見なされる2010年以降2013年12月までの電気自動車のベストセラーとなった。
イギリスでの販売は2013年3月に始まり、ドイツ・イタリア・スペインでの販売は2013年4月から開始された。2013年12月までの累計の世界販売台数は、8,857台となった。2013年12月までに販売された8,792台の62.7%がフランス (5,511台)で販売されたものだ。ドイツは第2の市場で、2013年12月までに1,019台販売し、547台が登録されたオランダが続く。2014年1月には、販売台数が1万台の大台に到達した。
2014年3月末にはすでに顧客への納車が始まってはいたものの、2014年4月にノルウェーで正式にゾエは発売された。他のヨーロッパ諸国と異なり、オプションのバッテリーはリースではなく、ゾエにバッテリーが付属して販売される。
世界販売台数と販売台数上位の各国
| ルノー・ゾエの販売台数上位の各国 2012年 - 2014年6月                | ルノー・ゾエの販売台数上位の各国 2012年 - 2014年6月 | ルノー・ゾエの販売台数上位の各国 2012年 - 2014年6月 | ルノー・ゾエの販売台数上位の各国 2012年 - 2014年6月 | ルノー・ゾエの販売台数上位の各国 2012年 - 2014年6月 |
| 国名                                                               | 累計 販売台数(1)                                    | 販売台数 2014年第2四半期                            | 販売台数 2013年                                     | 販売台数 2012年                                     |
| ------------------------------------------------------------------ | --------------------------------------------------- | --------------------------------------------------- | --------------------------------------------------- | --------------------------------------------------- |
| フランス                                                           | 7,637                                               | 2,078                                               | 5,511                                               | 48                                                  |
| ドイツ                                                             | 1,532                                               | 513                                                 | 1,019                                               |                                                     |
| オランダ                                                           | 632                                                 | 85                                                  | 547                                                 |                                                     |
| オーストリア                                                       | 554                                                 | 185                                                 | 369                                                 |                                                     |
| スイス                                                             | 525                                                 | 183                                                 | 342                                                 |                                                     |
| イタリア                                                           | 284                                                 | 81                                                  | 203                                                 |                                                     |
| イギリス(2)                                                        | 252                                                 | NA                                                  | 252                                                 |                                                     |
| スペイン                                                           | 226                                                 | 44                                                  | 182                                                 |                                                     |
| デンマーク                                                         | 145                                                 | 53                                                  | 92                                                  |                                                     |
| ベルギー                                                           | 119                                                 | 34                                                  | 85                                                  |                                                     |
| 世界総計                                                           | 12,631                                              | 3,706                                               | 8,857                                               | 68                                                  |
| ノート: (1) 2014年は1 - 6月まで (2) イギリスの販売記録は2013年まで |                                                     |                                                     |                                                     |                                                     |

### 受賞
ゾエは、2013年世界・カー・オブ・ザ・イヤーの3台の最終選考対象の中の1台であった。

### 批判
電子フロンティア財団(EFF)は、デジタル著作権管理(DRM)のソフトウェアを組み込んだと言われるゾエのバッテリーパックをリースで消費者に貸し出すルノーの決定を批判している。彼らは、ゾエの所有者がバッテリーのリース料金の支払いを止めたり、ルノーがサポートを取り止めたりした場合、リモートで車を使用できなくさせてしまうと主張している。月々のルノーへのバッテリー料金と疑わしきDRMの使用は、テクノロジー分野のライター達に強く非難されている。しかし、ルノーは公式に、同社のオフィシャルTwitterアカウントを通して、DRM技術の使用を否定した。

## 名称に関する紛争
2010年5月、フランスで「ゾエ・ルノー」というフルネームの娘を持つ2家族が「ルノーがZOEを発売すると、同じ名前の娘がいじめなどに遭う可能性がある」として、ルノーがこの名前を使うことを差し止めるよう求めて、裁判所に提訴した。2010年11月、フランスの裁判所は、2家族の訴えを棄却し、ルノーは新型電気自動車にゾエの名称を使用することができるとした。ちなみにフランス国内で名付けられる子供の名前の中で、ゾエは人気順で11番目に当たるという。

## モータースポーツ
2014年3月21 - 23日に開催されたモンテカルロ・ラリーの第5回ZENN(Zero Emission No Noise、CO2排出ゼロ・無騒音)レースで、ルノーは「Z.E. ZOE Team」のチーム名で3台のゾエをエントリーさせた。その中の1台がクラス優勝を果たしている。